# بيرني لويس
بيرني لويس (بالإنجليزية: Bernie Lewis)‏ (12 مارس 1945 في المملكة المتحدة - ) هو مدرب كرة قدم ولاعب كرة قدم بريطاني في مركز جناح ‏. لعب مع كارديف سيتي ونادي ساوثيند يونايتد ونادي واتفورد ونادي تشيلمسفورد.

## وصلات خارجية
- بيرني لويس على موقع قاعدة بيانات كرة القدم.إي يو (الإنجليزية)